# Rio Barra Sêca
Rio Barra Sêca är ett vattendrag i Brasilien.   Det ligger i delstaten Espírito Santo, i den sydöstra delen av landet, 900 km öster om huvudstaden Brasília.
Omgivningarna runt Rio Barra Sêca är huvudsakligen savann. Runt Rio Barra Sêca är det mycket glesbefolkat, med 5 invånare per kvadratkilometer.